# Sütemény

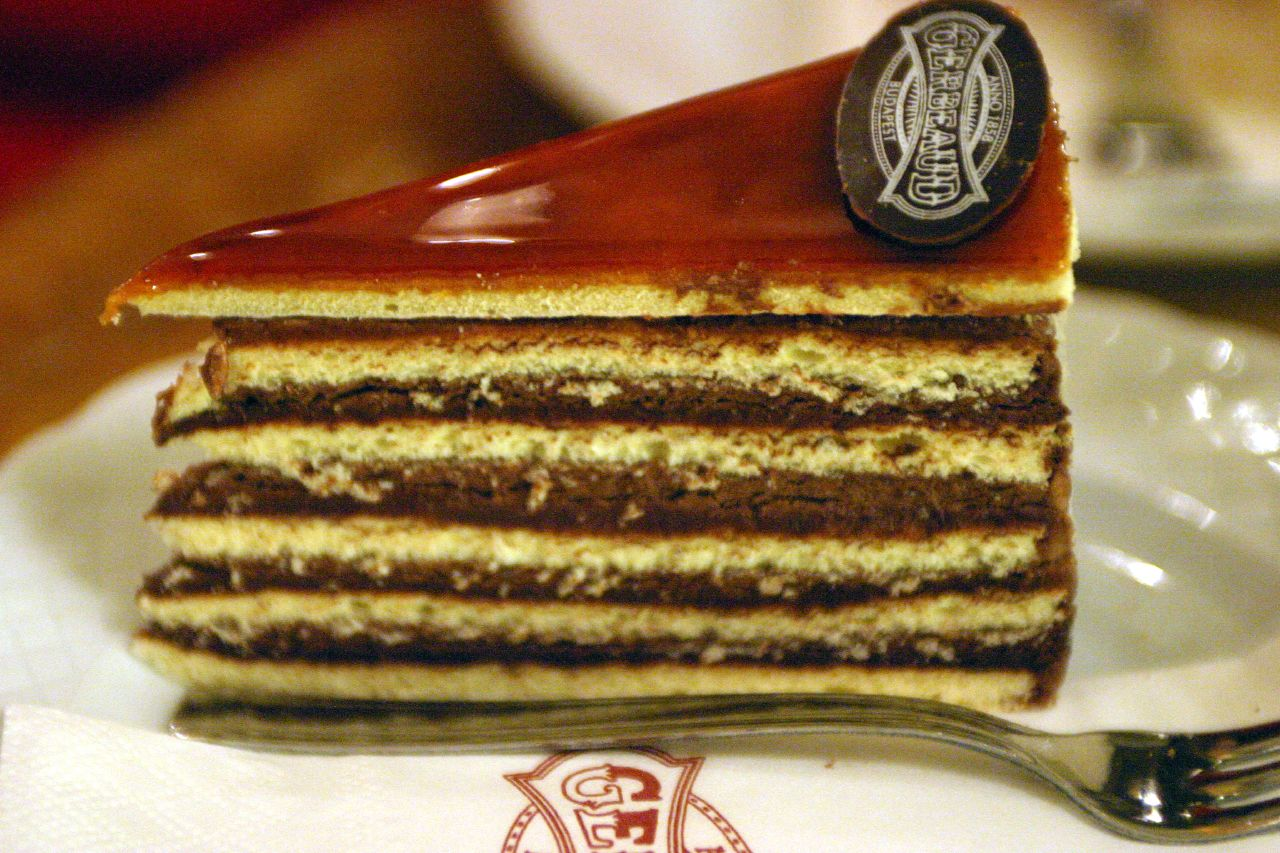
Dobostorta

A sütemény az édes (vagy sós) ételek egy formája lisztből, cukorból és egyéb összetevőkből, amelyet általában sütnek. A legrégebbi formájukban a sütemények a kenyér módosításai voltak, de a sütemények ma már számos olyan készítményt tartalmaznak, amelyek egyszerűek vagy bonyolultabbak.
A leggyakrabban használt sütemény-összetevők a liszt, a cukor, a tojás, a vaj, az olaj vagy a margarin, egy folyadék és egyéb anyagok, például a szódabikarbóna vagy sütőpor. A további általános összetevők és ízesítők közé tartoznak a szárított, kandírozott vagy friss gyümölcsök, diófélék, a kakaó és olyan kivonatok, mint a vanília, az elsődleges összetevők számos helyettesítésével. A süteményeket megtölthetjük gyümölcskonzervekkel, diófélékkel vagy desszertmártásokkal (például cukrászsüteményekkel), vajkrémmel vagy más habbal jegesítve, marcipánnal, vagy cukrozott gyümölccsel díszítve.
A süteményt gyakran ünnepi ételként szolgálják fel ünnepi alkalmakkor, például esküvők, évfordulók és születésnapok alkalmával. Számtalan sütemény recept létezik; némelyik kenyérszerű, van, aki gazdag és kidolgozott, és sok évszázados. A süteménykészítés már nem bonyolult eljárás; míg egy időben bonyolultabb volt a sütemény elkészítése (különösen a tojáshab habverése), a sütési felszerelést és az utasításokat egyszerűsítették, hogy még a legamatőrebb szakácsok is tudjanak süteményt sütni.

## Története
A sütemény szó angol megfelelője, a cake az északi "kaka" szóból származik. A magyar sütemény szó a "süt" ige és az "-emény" főnévképző rag keresztezéséből származik.
Az ókori görögök πλακοῦς (plakous) néven illették a süteményt. Ez a szó a  πλακόεις (plakoeis, "lapos") szóból ered. Liszt, tojás, tej, dió és méz felhasználásával készítették el. A görögöknél volt egy "satura" nevű sütemény is, amely lapos és nehéz volt. A római időkben a sütemény neve "placenta" lett, amely a görög szóból ered.
A görögök találták fel a sört, mint kelesztőszert, az olívaolajban sütést, és a kecsketejből készült sajttortát. Az ókori Rómában a kenyér tésztáját néha vajjal, tojással és mézzel gazdagították, amelyből egy édes, süteményszerű étel keletkezett. Ovidius költő utal a testvére születésnapjára és tortájára az első, száműzetésben írott könyvében.
A korai angol sütemények gyakorlatilag kenyerek voltak: a különbségek mindössze a sütemény kerek, lapos formája és az elkészítési módszer voltak.
A piskóta a reneszánsz idejéről származik, talán Spanyolországból.